# Wanda Musialik
Wanda Maria Musialik (ur. 1957) – polska historyk, profesor nauk humanistycznych, profesor nadzwyczajny Politechniki Opolskiej.

## Życiorys
Specjalizuje się w biografistyce Śląska, historii Kościoła katolickiego na Śląsku, historii Polski XIX-XX wieku i historii Śląska XIX i XX wieku. W 1979 ukończyła magisterskie studia historyczne w Wyższej Szkole Pedagogicznej im. Powstańców Śląskich (obecnie Uniwersytet Opolski). Doktorat obroniła w 1987. Habilitowała się w 2000. Tytuł naukowy profesora uzyskała w 2010. Pełniła funkcję kierownika Katedry Dziedzictwa Europejskiego Politechniki Opolskiej.

## Autorskie publikacje monograficzne
- Michał Tadeusz Grażyński 1890-1965, Instytut Śląski w Opolu, Opole 1989
- W kręgu polityki i władzy : polskie środowiska przywódcze górnośląskiego obszaru plebiscytowego z lat 1921-1939, Instytut Śląski, Opole 1999
- Górnoślązacy w parlamentach II Rzeczypospolitej (1919-1939), Instytut Śląski, Opole 2004
- Ksiądz Karol Koziołek (1856-1938) : biografia kapłańska i publiczna, Instytut Śląski, Opole 2005